# Utricularia schultesii
Utricularia schultesii är en tätörtsväxtart som beskrevs av Fernandez-perez. Utricularia schultesii ingår i släktet bläddror, och familjen tätörtsväxter. Inga underarter finns listade i Catalogue of Life.